# کارل چهاردهم یوهان
کارل چهاردهم یوهان (به سوئدی: Karl XIV Johan) با نام اصلی ژان باپتیست ژول برنادوت (Jean-Baptiste Jules Bernadotte) (۱۷۶۳–۱۸۴۴) از سال ۱۸۱۸ تا زمان مرگ پادشاه سوئد و نروژ بود.

## زندگینامه
ژان باپتیست برنادوت در سال ۱۷۶۳ به دنیا آمد. او از ۱۵ سالگی با درجه سرباز وارد ارتش فرانسه شد و مدارج ترقی را یکی پس از دیگری طی کرد. به‌طوری‌که با توجه به نبوغ خود در زمینه نظامی ظرف کمتر از چهارده سال به درجه ژنرال ارتقا پیدا کرد. پس از انقلاب فرانسه برای مدت کوتاهی وزیر جنگ فرانسه بود ولی به دلیل مشکلاتی که با رؤسای دولت وقت داشت از سمت خود کنار رفت.
در زمانی که انقلاب با خطر مواجه شده بود به او پیشنهاد شد که سمت گارد ملی را برعهده بگیرد و در مقابل ناپلئون بایستد ولی او معتقد بود که جمهوری یا مجلس سنا باید این سمت را به او پیشنهاد کند.
وقتی ناپلئون به مقام کنسول اول و پس از آن با رأی مجلس سنا (که رئیس آن برادر ناپلئون بود) به عنوان امپراتور فرانسه تاجگذاری کرد، برنادوت با وجود اختلافاتی که با ناپلئون داشت از طرف ناپلئون به عنوان یکی از ۱۸ مارشال ارتش فرانسه انتخاب شد.
او با دزیره کلاری ازدواج کرد که حاصل این ازدواج اسکار اول می‌باشد. دزیره کلاری نامزد اول ناپلئون بناپارت بوده و خواهر ژولی، زن برادر بزرگ ناپلئون، ژوزف، می‌باشد.
دزیره زمانی که ژان بابتیست به جبهه جنگ رفت متوجه بارداری خود شد. اما تا زمان برگشت وی به او چیزی نگفت.

## ولیعهد سوئد
گوستاو چهارم پادشاه سوئد پس از یک کودتا از مقام خود استعفا داد و پس از او عموی وی کارل سیزدهم به مقام پادشاهی رسید. کارل سیزدهم که فردی پیر بود و فرزندی نداشت ژان باپتیست را به فرزند خواندگی قبول کرد و مجلس سوئد وی را وارث پادشاهی سوئد اعلام کرد.
از طرفی با توجه به برخورد مناسب برنادوت در ارتش فرانسه نسبت به نظامیان سوئد و همچنین با توجه به اینکه سوئد یک کشور ورشکسته به حساب می‌آمد و ژان باپتیست یک فرد متمول بود، او را به عنوان ولیعهد کارل سیزدهم انتخاب کردند.
در آن موقع ژان باپتیست از طرف ناپلئون به عنوان حاکم پونته‌کوروو منصوب بود و ژان باپتیست برای اینکه ولیعهد سوئد بشود از ناپلئون درخواست کرد که ملیت فرانسه و مقام مارشالی او را بگیرد و ناپلئون نیز قبول کرد در مقابل شرایطی این کار را بکند.

## مشاوره نظامی ژان باپتیست به تزار روسیه
با پیشنهاد برنادوت مسکو در آتش عمدی سوخت و ارتش بزرگ فرانسه به دلیل نبود غذا و همچنین سردی بیش از حد هوا از هم پاشیده شد و به کلی نابود شد.